# 덴마크 U-17 축구 국가대표팀
덴마크 U-17 축구 국가대표팀(덴마크어: Danmarks U/17-fodboldlandshold)은 덴마크 축구 협회에서 관리하는 17세 이하 대표팀이다. 1964년에 16세 이하 팀으로 시작되었다가 2001년에는 17세 이하 팀으로 변경되었다.

## 역대 감독
| 감독          | 임기        |
| ------------- | ----------- |
| 쇠렌 레르뷔   | 1973 ~ 1975 |
| 토마스 프랑크 | 2008 ~ 2012 |

## 같이 보기
- 덴마크 축구 국가대표팀
- 덴마크 U-21 축구 국가대표팀
- 덴마크 U-19 축구 국가대표팀
- 덴마크 여자 축구 국가대표팀
- 덴마크 여자 U-19 축구 국가대표팀
- 덴마크 여자 U-17 축구 국가대표팀